# Campeonato Chileno de Futebol de 1971
O Campeonato Chileno de Futebol de 1971 (oficialmente Campeonato Nacional de Fútbol Profesional de la Primera División de Chile) foi a 39ª edição do campeonato do futebol do Chile. Os clubes jogam todos contra todos. O último colocado é rebaixado para a Campeonato Chileno de Futebol - Segunda Divisão. O campeão e o vice se classificam para a Copa Libertadores da América de 1972.

## Participantes
| Equipe                                        | Cidade        | Região                   | No ano anterior                                                     | Estádio                                 | Capacidade | Títulos                                     | Participações |
| --------------------------------------------- | ------------- | ------------------------ | ------------------------------------------------------------------- | --------------------------------------- | ---------- | ------------------------------------------- | ------------- |
| Audax Club Sportivo Italiano                  | La Florida    | Província de Santiago    | Primeira Fase do Grupo Metropolitano                                | Estádio Santa Laura                     | 22.375     | 4 (1936, 1946, 1948, 1957)                  | 39            |
| Club Social y Deportivo Colo-Colo             | Ñuñoa         | Província de Santiago    | Campeão                                                             | Estádio Nacional de Chile               | 55.100     | 10 (Último em 1970)                         | 39            |
| Club Universidad de Chile                     | Santiago      | Província de Santiago    | Terceiro Lugar                                                      | Estádio Nacional de Chile               | 55.100     | 7 (1940, 1959, 1962,1964, 1965, 1967, 1969) | 34            |
| Unión Española                                | Independencia | Província de Santiago    | Vice Campeão                                                        | Estádio Santa Laura                     | 22.375     | 2 (1943, 1951)                              | 38            |
| Club de Deportes Santiago Wanderers           | Valparaíso    | Província de Valparaíso  | Primeira Fase do Grupo Provincial                                   | Estádio Elías Figueroa Brander          | 23.000     | 2 (1958, 1968)                              | 27            |
| Corporación Deportiva Everton de Viña del Mar | Viña del Mar  | Província de Valparaíso  | Sexto Lugar                                                         | Estádio Sausalito                       | 25.000     | 2 (1950, 1952)                              | 28            |
| Club Social de Deportes Rangers               | Talca         | Província de Talca       | Primeira Fase do Grupo Provincial                                   | Estádio Fiscal de Talca                 | 8.324      | 0 (não possui)                              | 20            |
| Club Deportivo Universidad Católica           | Las Condes    | Província de Santiago    | Quarto Lugar                                                        | Estádio Independência                   | 13.500     | 4 (1949, 1954, 1961, 1966)                  | 32            |
| Club de Deportes La Serena                    | La Serena     | Província de Coquimbo    | Primeira Fase do Grupo Provincial                                   | Estádio La Portada                      | 18.500     | 0 (não possui)                              | 12            |
| Club de Deportes Unión La Calera              | La Calera     | Província de Valparaíso  | Primeira Fase do Grupo Provincial                                   | Estádio Municipal Nicolás Chahuán Nazar | 10.000     | 0 (não possui)                              | 9             |
| Club Deportivo Magallanes                     | Maipú         | Província de Santiago    | Primeira Fase do Grupo Metropolitano                                | Estádio Independência                   | 13.500     | 4 (1933, 1934, 1935, 1938)                  | 38            |
| Green Cross-Temuco                            | Temuco        | Província de Cautín      | Oitavo Lugar                                                        | Estádio Municipal Germán Becker         | 20.930     | 0 (não possui)                              | 7             |
| O'Higgins Fútbol Club                         | Rancagua      | Província de O'Higgins   | Primeira Fase do Grupo Provincial                                   | Estádio El Teniente                     | 14.550     | 0 (não possui)                              | 16            |
| Club Deportivo Huachipato                     | Talcahuano    | Província de Concepción  | Primeira Fase do Grupo Provincial                                   | Estádio Las Higueras                    | -----      | 0 (não possui)                              | 5             |
| Club Social y de Deportes Concepción          | Concepción    | Província de Concepción  | Quinto Lugar                                                        | Estádio Municipal de Concepción         | 35.000     | 0 (não possui)                              | 4             |
| Antofagasta Portuário                         | Antofagasta   | Província de Antofagasta | Primeira Fase do Grupo Provincial                                   | Estádio Regional de Antofagasta         | 26.339     | 0 (não possui)                              | 3             |
| Club de Deportes Lota Schwager                | Coronel       | Província de Concepción  | Sétimo Lugar                                                        | Estádio Municipal Federico Schwager     | 18.500     | 0 (não possui)                              | 2             |
| Club de Deportes Unión San Felipe             | San Felipe    | Província de Aconcágua   | Acesso pelo Campeonato Chileno de Futebol de 1970 - Segunda Divisão | Estádio Municipal de San Felipe         | 18.500     | 0 (não possui)                              | 7             |

## Campeão
| Campeão Chileno 1971                                               |
| ------------------------------------------------------------------ |
| Club de Deportes Unión San Felipe (San Felipe) (1º título) Campeão |